# Riverside International Speedway
Riverside International Speedway est un circuit de course automobile ovale de 1/3 de mille (environ 0,5 km) situé dans la municipalité de James River, à environ 10 km de la ville d'Antigonish en Nouvelle-Écosse au Canada.

## Description

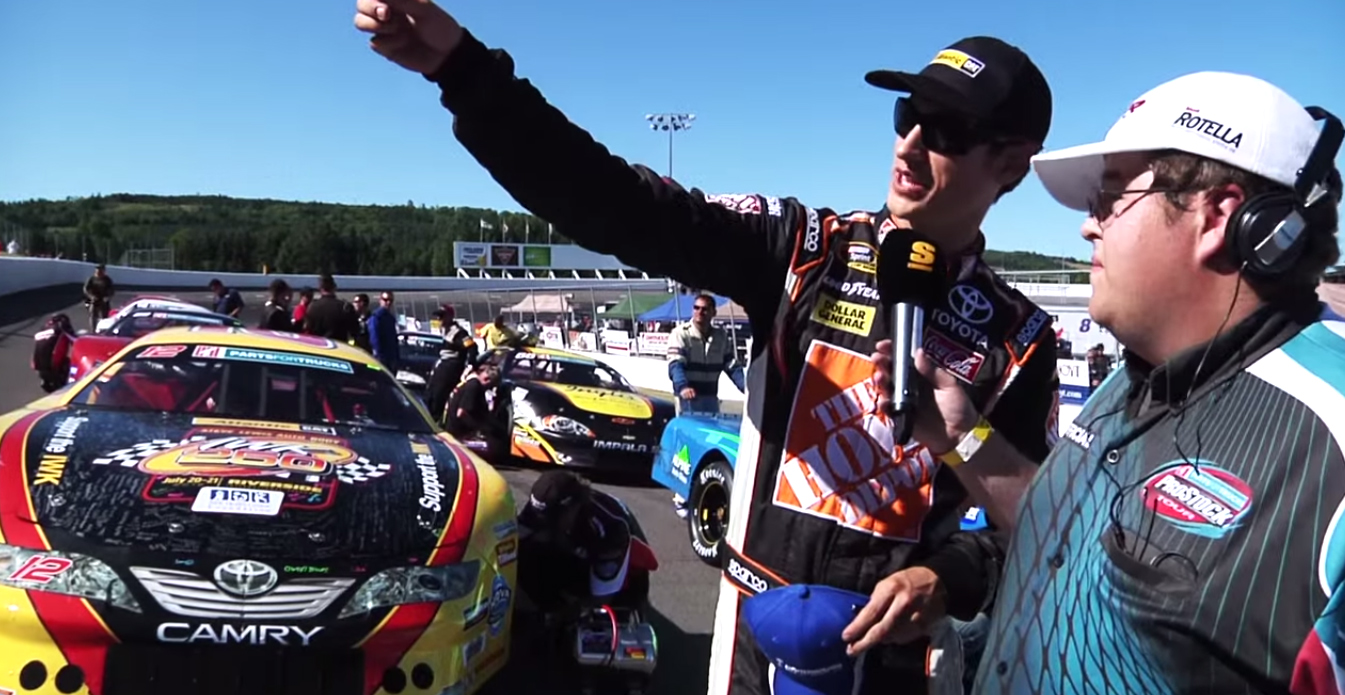
Joey Logano - IWK 250 2012 - Riverside International Speedway

Construit sur le modèle du fameux Bristol Motor Speedway au Tennessee en 1969, il a été complètement rénové en 2006. Ses gradins peuvent recevoir jusqu'à 10 000 spectateurs. Son évènement phare de la saison de courses est le "IWK 250", épreuve de 250 tours comptant pour le championnat de la série Maritime Pro Stock Tour qui offre d'importantes bourses et attire de nombreux pilotes. Des vedettes Nascar y participent chaque année: Regan Smith a remporté l'épreuve en 2008, David Reutimann a terminé 3e en 2009, Marcos Ambrose 19e en 2010 et 10e en 2011 et Joey Logano 3e en 2012.
La NASCAR Pinty's Series y présente aussi un évènement chaque année depuis 2007.

## Vainqueurs de la course IWK 250
- 19 juillet 2008 Regan Smith
- 19 juillet 2009 Wayne Smith
- 17 juillet 2010 Kent Vincent
- 23 juillet 2011 Darren MacKinnon
- 21 juillet 2012 John Flemming
- 20 juillet 2013 Shawn Tucker
- 19 juillet 2014 John Flemming
- 18 juillet 2015 Kent Vincent

## Vainqueurs des courses NASCAR Canadian Tire
- 16 septembre 2007 Mark Dilley
- 20 septembre 2008 Don Thomson, Jr.
- 20 septembre 2009 Andrew Ranger
- 18 septembre 2010 D.J. Kennington
- 17 septembre 2011 Scott Steckly
- 15 septembre 2012 D.J. Kennington
- 17 août 2013 Jason Hathaway
- 16 août 2014 Donald Chisholm
- 15 août 2015 Scott Steckly

## Vainqueurs de la course PASS North
- 15 octobre 2006 Ben Rowe